# Billaea vicinella
Billaea vicinella är en tvåvingeart som beskrevs av Louis-Paul Mesnil 1969. Billaea vicinella ingår i släktet Billaea och familjen parasitflugor.
Artens utbredningsområde är Fiji. Inga underarter finns listade i Catalogue of Life.